# Lowndesboro (Alabama)
Lowndesboro é uma cidade  localizada no estado americano do Alabama, no Condado de Lowndes.

## Demografia
Segundo o censo americano de 2000, a sua população era de 140 habitantes.
Em 2006, foi estimada uma população de 132, um decréscimo de 8 (-5.7%).

## Geografia
De acordo com o United States Census Bureau, a localidade tem uma área de 2,1 km², sem área coberta por água. Lowndesboro localiza-se a aproximadamente 123 m acima do nível do mar.

## Localidades na vizinhança
O diagrama seguinte representa as localidades num raio de 24 km ao redor de Lowndesboro.